# Герцог Монтроз
Герцог Монтроз (Монтроз, Ангус) — аристократический титул в пэрстве Шотландия, созданный дважды. В 1488 году титул герцога Монтроза был создан королём Шотландии Яковом III Стюартом для Дэвида Линдси, 5-го графа Кроуфорда (1440—1495). После его смерти титул вернулся к шотландской короне. Во второй раз, в 1707 году, титул герцога Монтроза был создан для Джеймса Грэма, 4-го маркиза Монтроза (1682—1742). В настоящее время им владеют представители рода Грэм (Грэхэм). Название также связано с шотландским кланом Грэхэм.
Вспомогательные титулы герцога: маркиз Монтроз (создан в 1644), маркиз Грэм и Бьюкенен (1707), граф Монтроз (1503), граф Кинкардин (1644 и 1707), граф Грэм из Белфорда (1722), виконт Дандафф (1707), лорд Грэм (1445), лорд Аберрутвен, Магдок и Финтри (1707), барон Грэм из Белфорда (1722). Титулы: граф и барон Грэм из Белфорда — пэрства Великобритании, а все остальные титулы — пэрства Шотландии. Старший сын герцога носит титул маркиза Грэма и Бьюкенена.
Родовой резиденцией служит Auchmar возле озера Лох-Ломонд.

## Лорды Грэм (1445)
- Патрик Грэм, 1-й лорд Грэм (умер приблизительно в 1466), старший сын Александра Грэма, правнук по женской линии короля Шотландии Роберта III Стюарта;
- Уильям Грэм, 2-й лорд Грэм (умер в 1472), старший сын 1-го лорда Грэма;
- Уильям Грэм, 3-й лорд Грэм (1464—1513), старший сын 2-го лорда Грэма, с 1505 года — граф Монтроз.

## Герцоги Монтроз, первая креация (1488)
Другие титулы: граф Кроуфорд (1398), лорд Брихин и Навар (1472)
- 1488—1495: Дэвид Линдси, 1-й герцог Монтроз (1440—1495), 5-й граф Кроуфорд (1453—1495), сын Александра Линдси, 4-го графа Кроуфорда, и верный сторонник короля Шотландии Якова III Стюарта.

## Графы Монтроз (1503)
Другие титулы: лорд Грэм (1445)
- 1503—1513: Уильям Грэм, 1-й граф Монтроз (1464—1513), старший сын 2-го лорда Грэма
- 1513—1571: Уильям Грэм, 2-й граф Монтроз (1492—1571), старший сын 1-го графа Монтроза
  - Роберт Грэм, мастер Монтроз (ум. 1547), старший сын 2-го графа Монтроза, умер при жизни отца
- 1571—1608: Джон Грэм, 3-й граф Монтроз (1548—1608), сын Роберта Грэма, мастера Монтроза, и внук 2-го графа Монтроза
- 1608—1626: Джон Грэм, 4-й граф Монтроз (1573—1626), старший сын 3-го графа Монтроза
- 1626—1650: Джеймс Грэм, 5-й граф Монтроз (1612—1650), единственный сын 4-го графа Монтроза, с 1644 года — маркиз Монтроз.

## Маркизы Монтроз (1644)
Другие титулы: граф Монтроз (1503), граф Кинкардин (1644), лорд Грэм (1445) и лорд Грэм и Магдок (1644)
- 1644—1650: Джеймс Грэм, 1-й маркиз Монтроз (1612—1650), единственный сын 4-го графа Монтроза
  - Джон Грэм, граф Кинкардин (1630—1645), старший сын 1-го маркиза Монтроза, умер при жизни отца
- 1650—1669: Джеймс Грэм, 2-й маркиз Монтроз (1633—1669), второй сын 1-го маркиза Монтроза
- 1669—1684: Джеймс Грэм, 3-й маркиз Монтроз (1657—1684), единственный сын 2-го маркиза Монтроза
- 1684—1742: Джеймс Грэм, 4-й маркиз Монтроз (1682—1742), единственный сын 3-го маркиза Монтроза, с 1707 года герцог Монтроз
  - Джеймс Грэм, граф Кинкардин (1703), старший сын 4-го маркиза Монтроза, умер в младенчестве

## Герцоги Монтроз, вторая креация (1707)
Другие титулы: маркиз Монтроз (1644), маркиз Грэм и Бьюкенен (1707), граф Монтроз (1503), граф Кинкардин (1644), граф Кинкардин (1707), виконт Дандафф (1707), лорд Грэм (1445), лорд Грэм и Магдок (1644) и лорд Аберрутвен, Магдок и Финтри (1707)
- 1707—1742: Джеймс Грэм, 1-й герцог Монтроз (1682—1742), единственный сын 3-го маркиза Монтроза;

Другие титулы (лорд Грэм и 2-й герцог): граф Грэм и барон Грэм (1722)
- - Дэвид Грэм, маркиз Грэм (1705—1731), второй сын 1-го герцога Монтроза, умер при жизни отца;
- 1742—1790: Уильям Грэм, 2-й герцог Монтроз (1712—1790), седьмой сын 1-го герцога Монтроза;
- 1790—1836: Джеймс Грэм, 3-й герцог Монтроз (1755—1836), единственный сын 2-го герцога Монтроза;
  - Джеймс Грэм, граф Кинкардин (1786—1787), старший сын 3-го герцога Монтроза (лорд Грэм), умер в младенчестве;
- 1836—1874: Джеймс Грэм, 4-й герцог Монтроз (1799—1874), второй сын 3-го герцога Монтроза;
  - Джеймс Грэм, маркиз Грэм (1845—1846), старший сын 4-го герцога Монтроза, умер в младенчестве;
  - Джеймс Грэм, маркиз Грэм (1847—1872), второй сын 4-го герцога Монторза, умер бездетным;
- 1874—1925: Дуглас Бересфорд Майлз Рональд Грэм, 5-й герцог Монтроз (1852—1925), третий (младший) сын 4-го герцога Монтроза;
- 1925—1954: Джеймс Грэм, 6-й герцог Монтроз (1878—1954), старший сын 5-го герцога Монтроза;
- 1954—1992: Джеймс Ангус Грэм, 7-й герцог Монтроз (1907—1992), старший сын 6-го герцога Монтроза;
- 1992 — настоящее время: Джеймс Грэм, 8-й герцог Монтроз (род. 1935), старший сын 7-го герцога Монтроза;
  - Наследник: Александр Норман Джеймс Грэм, маркиз Грэм (род. 1973), старший сын 8-го герцога Монтроза.